# Celso (filósofo)

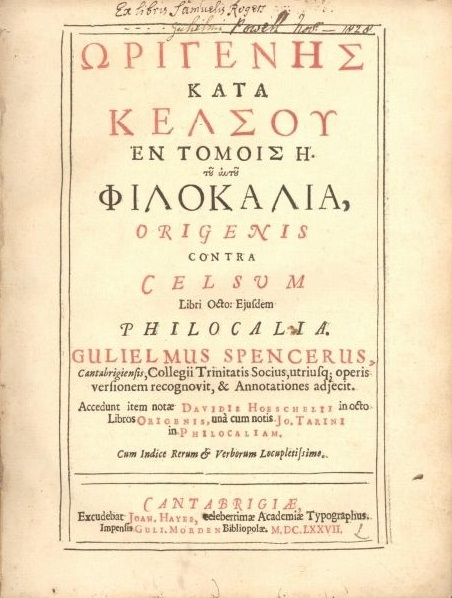
Orígenes, Contra Celsum (edição de 1676)

Celso (em grego: Κέλσος) foi um filósofo platônico eclético do século II, mais conhecido como tendo sido um dos principais críticos do Cristianismo nos seus primórdios. As suas críticas, publicadas em A Verdadeira Palavra, foram contestadas por Orígenes na vasta obra Contra Celsum.

## Biografia
De possível origem Egipcía, ficou conhecido como filósofo, sendo considerado como tendo feito parte da Escola Platónica. Viveu na cidade de Roma no Século II, durante a chamada Dinastia Antonina, tendo ficado célebre pelos seus ataques à religião cristã.
A existência de Celso só é atestada pelos seus escritos, os quais sobreviveram exclusivamente na contestação escrita pelo seu opositor, Orígenes. Segundo Catherine Nixey, na sua obra 'A Chegada das Trevas', é provável que, após a ascensão do Cristianismo e da sua disseminação pelo Império Romano, muitos livros considerados heréticos tenham sido banidos, destruídos ou impedidos de serem replicados e preservados, nomeadamente por conta de éditos emitidos pelos imperadores Teodósio I e Justiniano, que abonavam tais práticas. Tais factos possivelmente explicam o motivo de Celso ter sido relegado ao esquecimento. Não se conhecem muitos detalhes da sua vida. O que se depreende da sua obra é que foi um seguidor de Platão e talvez de Fílon. Tinha um bom conhecimento do Gnosticismo, do Cristianismo Primitivo, da religião egípcia e da teologia do Logos judaica. Ele escreveu num tempo em que o Cristianismo ainda não era popular e estava sendo ativamente perseguido, o que deve ter ocorrido no reinado de Marco Aurélio.

## Obra
Presume-se que Celso, preocupado com o alastrar desta nova fé (cristianismo) e com as consequências que teria para a ordem estabelecida, tenha publicado A Verdadeira Palavra em torno de 170 d.C, tendo-a escrito no contexto de uma resposta às Apologias que foram dirigidas aos Antoninos. A obra foi encaminhada para Orígenes para ser refutada por volta do ano de 245 d.c. Contra Celsum contém extensos trechos do original e interpolações de Orígenes. Atribui-se credibilidade às citações de Orígenes já que a veracidade era indispensável para contra-argumentar os pontos enaltecidos por Celso. 
Ao contrário de muitos dos seus antecessores, Celso provou possuir um grande conhecimento das escrituras cristãs e elaborou uma vasta soma de críticas num tom que ia do humorístico ao sardónico. Vários comentários ridicularizavam o intelecto dos convertidos ao cristianismo: "Escutai os seus doutores «Os sábios, dizem, repudiam os nossos ensinamentos, desvairados e impedidos como estão pela sua própria sabedoria.» Que homem de juízo pode deixar-se tomar por doutrina tão ridícula? Basta olhar a multidão que a abraça para a desprezar. Os mestres deles não procuram e não arranjam discípulos senão homens sem inteligência e de espírito obtuso". Numa outra crítica, Celso crítica a omnisciência e omnipotência do Deus cristão: "Com que desígnio desceria Deus cá abaixo? Seria para saber o que se passa entre os homens? Mas não é ele omnisciente? Ou será que, sabendo tudo, a sua divina potência está a tal ponto limitada, que nada possa corrigir se [não vier em pessoa ou se] não enviar expressamente um mandatário ao mundo?"
Celso demonstrava também não compreender as contradições entre os ensinamentos de Jesus Cristo e os do Antigo Testamento, indagando, sarcasticamente, se Deus mudava frequentemente de ideias: "Quem está errado? Moisés ou Jesus? Ou quando o Pai enviou Jesus ter-se-ia esquecido dos mandamentos que dera a Moisés?" Celso argumentava não compreender o porquê de existir um tão grande fosso temporal entre a criação da humanidade e o envio de Jesus. "Só agora, depois de tantas eras, Deus se lembrou de julgar a vida dos homens? Até aí não queria saber?". Outras críticas visavam a forma de nascimento de Jesus, a qual Celso alegava ser produto do adultério, enquanto que noutras asseverava que Jesus havia aprendido a sua filosofia no Egito. Negou também a natureza divina de Cristo e acusou os cristãos de recorrerem ao plágio, nomeadamente à mitologia grega (o mito de Deucalião, por exemplo) e egípcia, das quais retiraram inspiração para escrever o seu decálogo e escrituras. Rebateu ainda a doutrina da encarnação de Deus, classificando-a como absurda, e também a da providência divina. Defendeu o politeísmo e disse que cada lugar e povo possui as suas deidades particulares e seus profetas, que aparecem de tempos em tempos. Antes de Celso, as menções ao cristianismo, de entidades alheias ao mesmo, eram sucintas e pouco elaboradas. A verdadeira palavra foi o primeiro livro, de que se tem conhecimento, escrito por um pagão a fazer extensas referências e críticas à doutrina cristã.